# Visor i närheten
Visor i närheten är ett studioalbum av vissångaren Fred Åkerström, utgivet 1965 på skivbolaget Metronome. På albumet tolkar Åkerström Fritz Sjöströms visor.
Albumet producerades av Anders Burman och spelades in med Rune Persson som tekniker. Illustrationerna gjordes av Sjöström och fotot av Bengt H. Malmqvist. Låtarna "Närbild", "Porträtt av en majstång" och "Närhet" arrangerades av Bengt Hallberg och ackompanjerades av dennes orkester.

## Innehåll
Sida A
1. "Vindstilla vals"
2. "Närbild"
3. "Ögon"
4. "Hjärtslag"
5. "Olycklig kärlek"
6. "Monolog om julstjärnor"
7. "Barnmålning"

Sida B
1. "Porträtt av en majstång"
2. "Rus"
3. "Närhet"
4. "Du där i jord"
5. "Brudbrödsbukett till Ulrika"